# Cattleya harrisoniana
Cattleya harrisoniana é uma espécie brasileira que tem como habitat a região que vai da Serra do Japi, em São Paulo, seguindo pela parte baixa da Serra da Mantiqueira, mangues de quase toda a Baixada Fluminense até o litoral norte do Espírito Santo.
Planta com pseudobulbos finos, roliços e sulcados até quarenta centímetros de altura, portando duas folhas coriáceas e pontudas de 25 centímetros de comprimento de cor verde-clara. Hastes florais com duas a cinco flores. Flor de dez centímetros de diâmetro de cor lilás intenso. Labelo trilobado com lóbulo frontal branco amarelado.
São poucas as variedades conhecidas, com destaque para a alba e a estriada.
Floresce em Dezembro/Janeiro.

## Taxonomia
Cattleya harrisoniana foi descrita por Bateman ex Lindl. e publicado em Edwards's Botanical Register 22: , sub t. 1919. 1836.

## Etimologia
Cattleya: nome genérico outorgado em honra de William Cattley, orquidólogo aficionado inglês,
harrisoniana: epíteto outorgado em honra de Harrison um entusiasta inglês de orquídeas, que viveu no século XVII.

## Sinónimos
- Cattleya harrisoniae Paxton 1838
- Cattleya concolor Drapiez 1840
- Cattleya harrisonii P.N.Don 1840
- Cattleya papeiansiana C.Morren 1845
- Cattleya harrisoniana var. alba Beer 1854
- Cattleya brownii Rolfe 1894[3][4]